# Pelican Waters
Pelican Waters ist ein Küstenort an der Sunshine Coast im australischen Bundesstaat Queensland.

## Geographie
Pelican Waters ist zusammen mit Golden Beach der südlichste Vorort der Gemeinde Caloundra und ist sechs Kilometer von deren Innenstadt entfernt. Es liegt am Korallenmeer. Die Hauptstadt Queenslands, Brisbane ist 75 Kilometer entfernt.
Eine Besonderheit ist, dass viele Häuser an Wasserstraßen gebaut wurden und somit direkten Zugang zum Meer haben.

## Geschichte
1946 kaufte Roy Henzell das 800 Hektar große Stück Land, welches heute Pelican Waters ist. Zu seiner Zeit war die Fläche ein großes Sumpfgebiet, auf dem  Teebäume wuchsen. Nach seinem Tod ging das erworbene Gebiet in den Besitz seines Sohnes Bevan, der die Idee hatte, das Sumpfgebiet zu einer Siedlung mit Wasserkanälen zu entwickeln. Sein Sohn Roy Henzell Junior war es schließlich, der diese Idee in die Tat umsetzte. Ab dem Jahr 1989 konnten erste Ländereien im neu errichteten Ort erworben werden.
Seitdem stieg die Bevölkerungszahl kontinuierlich. 2001 wurden beim australischen Zensus 1721 Einwohner gezählt. Bei der letzten Volkszählung im Jahr 2021 lag die Einwohnerzahl bei 7393.
Auch das Wasserkanalsystem entwickelte sich weiter. So wurden 2006 Staudämme zum reibungslosen Funktionieren des Systems eingeführt. Außerdem ist ein Großprojekt in Planung, welches den Bau eines Stadtzentrums vorsieht, in dem vor allem Dienstleistungen angeboten werden sollen und zusätzlich Unterkünfte für Touristen entstehen sollen.

## Sonstiges
In Pelican Waters wurde im Jahr 2000 der erste der Golfklubs des ehemaligen australischen Golfers Greg Norman eröffnet.